# Mika Mäki
Mika Mäki (Pirkkala, 27 februari 1988) is een Fins autocoureur die anno 2009 in de Formule 3 Euroseries rijdt.

## Loopbaan
- 2001: Finse Kampioenschap Cup Raket, team onbekend (3e in kampioenschap).
- 2002: Finse Kampioenschap ICA Junior, team onbekend (2e in kampioenschap).
- 2004: Finse Kampioenschap ICA, team onbekend (2e in kampioenschap).
- 2005: Formule BMW ADAC, team KDF Motorsport (1 overwinning).
- 2006: Formule BMW ADAC, team Eifelland Racing (2 overwinningen, 2e in kampioenschap).
- 2006: Formule Renault 2.0 NEC, team Koiranen Bros. Motorsport (2 races).
- 2006: Formule BMW World Final, team Eifelland Racing (2e).
- 2007: Formule Renault 2.0 Eurocup, team Epsilon Red Bull Team.
- 2007: Formule Renault 2.0 Italië, team Epsilon Red Bull Team (5 overwinningen, kampioen).
- 2008: Formule 3 Euroseries, team Mücke Motorsport (2 overwinningen).
- 2008: Grand Prix van Macau, team Signature-Plus (4e).
- 2008: Masters of Formula 3, team Mücke Motorsport (4e).
- 2008-09: GP2 Asia Series, team Trust Team Arden (2 races).
- 2009: Formule 3 Euroseries, team Signature-Plus (1 overwinning).
- 2009: Grand Prix van Macau, team Hitech Racing (8e).

## GP2 resultaten

### GP2 Asia resultaten
| Jaar    | Inschrijving      | 1          | 2          | 3       | 4       | 5        | 6        | 7       | 8       | 9       | 10      | 11       | 12       | Rang | Punten |
| ------- | ----------------- | ---------- | ---------- | ------- | ------- | -------- | -------- | ------- | ------- | ------- | ------- | -------- | -------- | ---- | ------ |
| 2008–09 | Qi-Meritus Mahara | CHN FEA NF | CHN SPR 10 | UAE FEA | UAE SPR | BHR1 FEA | BHR1 SPR | QAT FEA | QAT SPR | MAL FEA | MAL SPR | BHR2 FEA | BHR2 SPR | 29   | 0      |